# Проституция в Финляндии

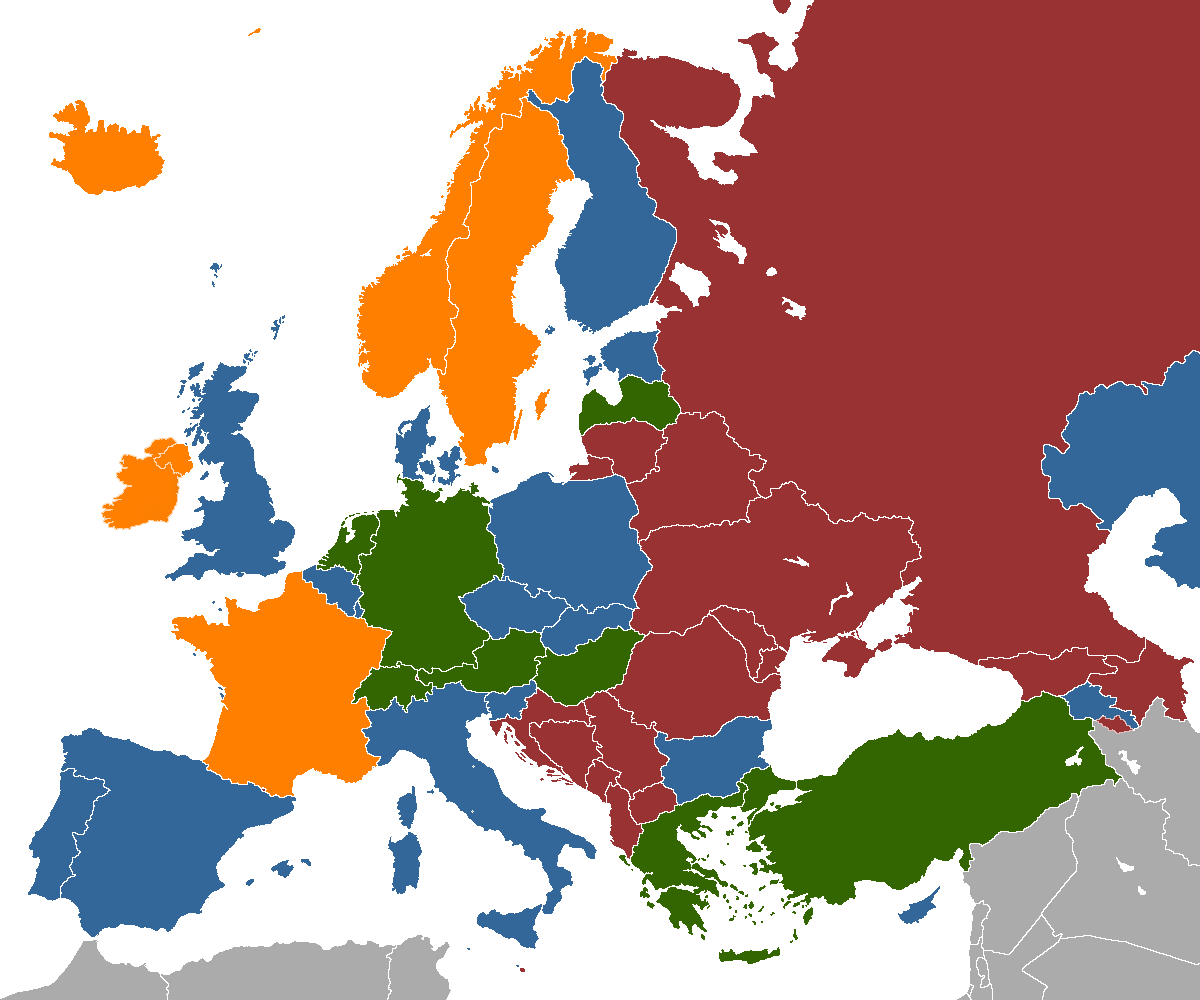
Проституция легальна
Запрещены бордели и сутенёрство
Проституция запрещена
Нет данных

Проституция в Финляндии (фин. Prostituutio Suomessa) — предоставление и продажа сексуальных услуг на территории Финляндии. Проституция официально не запрещена, но при этом действует запрет на устройство борделей и сутенёрство. Также уголовно наказуема покупка сексуальных услуг у жертв торговли людьми, у проституток, действующих под контролем сутенёров и у лиц моложе 18 лет. Купля-продажа в публичных местах наказывается штрафом. По большей части проституция распространена в Хельсинки и столичном регионе.
На 2015 год в Хельсинки на улицах работало около 20 проституток из стран Африки, России, Эстонии и Румынии, но, как отмечается криминальной полицией, 90 % продаж секс-услуг осуществляется в интернете и частных помещениях.
Финская полиция ведёт борьбу с торговлей людьми и принуждением незаконно привезённых в Финляндию женщин к занятию проституцией. По словам представителя финского министерства юстиции Янне Канерва, одним из наиболее явных признаков того, что имеет место случай торговли людьми, является наличие посредника или оплата «услуг» третьему лицу. Поэтому относительно суровое наказание — четыре месяца тюрьмы или штраф — грозит только тем, кто платит проститутке, зная, что её принудили к сексу. Впрочем, доказать факт принуждения крайне сложно, и это признают сами сотрудники полиции и прокуратуры. По данным финских властей, до 25 % женщин, занятых в местной секс-индустрии — иностранки, в основном из стран Балтии и России. Ежегодно несколько десятков человек подвергаются депортации за занятие проституцией (в 2011 — ~ 90, в 2012 — ~ 40 человек).
В 2012 году в Финляндии обсуждалась возможность введения полного запрета на покупку сексуальных услуг по примеру Швеции и Норвегии, но данная инициатива тогда не получила поддержки. В 2013 году ряд экспертов министерства юстиции вновь предложили наложить полный запрет на покупку сексуальных услуг, а министр юстиции Анна-Мая Хенрикссон выразила поддержку инициативе и пообещала внести её на рассмотрение всего правительства.
В ноябре 2012 года глава хельсинкской окружной организации «Молодых центристов» Алена Санталайнен выступила с предложением легализовать в Финляндии бордели, что стало ответом на заявление соратника по партии Алпо Рипатти, который выступил за введение запрета на покупку секса для гетеросексуалов.
Согласно исследованиям Ведомства здоровья и благополучия THL, проведённым в 2013 году, 95 % финских проституток пользуются презервативами, а 60 % проверялись на ВИЧ в течение последнего полугодия. Кроме того, примерно половина секс-работников сделали прививку от гепатита A и B. В исследовании принимали участие 234 человека, из которых 32 % отвечали по-фински, 34 % — по-русски, 30 % — по-тайски, 4 % — по-английски.
В 2019 году одна из проституток Тииа Форсстрём опубликовала книгу «Ammattirakastaja» («Профессиональная любовница»), в которой рассказала о личном опыте занятия проституцией и что продажа секс-услуг — это её призвание. Также диссертация Анастасии Дятловой «Between visibility and invisibility: Russian-speaking women engaged in commercial sex in Finland» («Между видимостью и невидимостью: русскоговорящие женщины, вовлеченные в коммерческий секс в Финляндии») была посвящена русскоговорящим проституткам в Финляндии.